# Marc Messier
Pour l’article homonyme, voir Mark Messier.
Marc Messier, né le 16 août 1947 à Granby au Québec, est un acteur et scénariste québécois.

## Biographie
Marc Messier étudie l'interprétation au Cégep de Saint-Hyacinthe. Il commence sa carrière en jouant des petits rôles notamment dans Cyrano de Bergerac.
En 1979, Michel Côté, Marcel Gauthier et Marc Messier créent la pièce humoristique Broue, une série de sketches écrits par sept auteurs (dont les trois acteurs) et se déroulant dans une taverne. D'abord présentée au Théâtre des Voyagements, salle pouvant accueillir 80 spectateurs, le spectacle connaît un accueil initial chaleureux. Au fil des années, le trio rejoue régulièrement la pièce qui finit par devenir le plus grand succès de l'histoire théâtrale québécoise. Succès concrétisé en 2006 lorsque les acteurs reçoivent le record Guinness pour la pièce de théâtre ayant eu le plus grand nombre de représentations données par la même distribution.
En 1986, Marc Messier commence à jouer le rôle de Marc Gagnon dans la télésérie Lance et compte. Écrite par le journaliste sportif Réjean Tremblay et réalisée par le cinéaste Jean-Claude Lord, cette série se déroulant dans le monde du hockey professionnel connaît un grand succès d'auditoire et fait l'objet de plusieurs suites. Elle vaut à Marc Messier de recevoir un prix Gémeau en 1988 et un second en 1989.
Entre 1993 et 1995, Messier interprète Réjean Pinard, un personnage de menteur pathologique, dans la télésérie La Petite Vie, une comédie déjantée conçue par Claude Meunier, un des coauteurs de Broue. Classique de la télévision québécoise, cette série obtient des cotes d'écoute record.
En 1995, Messier interprète le rôle principal du film Le Sphinx, une comédie dramatique qu'il coécrit avec le réalisateur Louis Saia (autre coauteur de Broue). En 1997, il tient le rôle d'un financier corrompu dans la série policière à succès Omertà II. La même année, il joue dans le film Les Boys, une comédie de Louis Saia qui connaît une popularité appréciable malgré des critiques moyennes. Messier participe également aux trois autres films de la série ainsi qu'à l'émission de télévision qui en résulte.
En 1999, il rencontre Lyne Ste-Marie, avec qui il n'est plus avec et qui est  la mère de 2 de ses 3 enfants.
En 2002, il joue dans la comédie policière Les Dangereux, encore sous la direction de Louis Saia. Le succès n'est pas au rendez-vous et le film est un échec critique et commercial. En 2004, il tient le rôle de Louis-Bernard Lapointe, un journaliste sur le retour, dans la télésérie fantastique Grande Ourse et sa suite L'Héritière de Grande Ourse. Les deux séries bénéficient d'un accueil critique et public favorables et décrochent 20 prix Gémeaux.
En novembre 2010, le Cégep de Saint-Hyacinthe souligne sa carrière fructueuse en lui décernant un diplôme honorifique. Lors de son allocution, Monsieur Messier souligne aux nouveaux finissants l'importance de la rigueur et du travail bien fait mais aussi l'importance de l'humour dans nos vies de tous les jours. Faire son travail avec sérieux sans se prendre au sérieux.

## Filmographie

### Acteur

#### Télévision
- 1969 : Quelle famille! : Philippe
- 1975 : Avec le temps : Ghislain Bélanger
- 1978 : Bye Bye 78 à 81, 84, 85 et 2018
- 1980 : Aéroport: Jeux du hasard (téléfilm) : Victor
- 1981 : Chez Denise : Bernard
- 1982 : Les Girouettes : Gaston Gingras
- 1984 : Le 101, ouest, avenue des Pins : Johnny
- 1986 : Lance et compte : Marc Gagnon
- 1987 : Les Voisins : Bernard
- 1988 : Lance et compte : Deuxième saison : Marc Gagnon
- 1989 : Lance et compte : Troisième saison : Marc Gagnon
- 1990 : D'amour et d'amitié : Benoît Lambert
- 1991 : Lance et compte : Tous pour un : Marc Gagnon
- 1991 : Lance et compte : Le crime de Lulu : Marc Gagnon
- 1991 : Lance et compte : Le moment de vérité : Marc Gagnon
- 1991 : Lance et compte : Le choix : Marc Gagnon
- 1991 : Lance et compte : Envers et contre tous : Marc Gagnon
- 1991 : Lance et compte : Le retour du chat : Marc Gagnon
- 1993 : 1998 : La Petite Vie : Réjean Pinard
- 1995 : Parents malgré tout : Claude
- 1997 : Paparazzi : Steve Ménard
- 1997 : Omertà II : La Loi du silence : Paul Spencer
- 1997 : L'Enfant des Appalaches : Raynald Ducharme
- 1997 : Urgence : Dr Jean Brisebois
- 1999 : La Petite Vie : Le Bogue de l'an 2000 : Réjean Pinard
- 2002 : Lance et compte : Nouvelle Génération : Marc Gagnon
- 2002 : La Petite Vie : Noël chez les Paré : Réjean Pinard
- 2004 : Grande Ourse : Louis-Bernard Lapointe
- 2004 : Lance et compte : La Reconquête : Marc Gagnon
- 2005 : L'Héritière de Grande Ourse : Louis-Bernard Lapointe
- 2006 : Lance et compte : La Revanche : Marc Gagnon
- 2007 : 2011 : Les Boys : Bob Chicoine
- 2009 : Lance et compte : Le Grand Duel : Marc Gagnon
- 2009 : La Petite Vie : Noël Story : Réjean Pinard
- 2012 : Adam et Ève : William
- 2012 : Kaboum : Robert le père de Clara
- 2013 : Toute la vérité : Maître Jacques Belhumeur
- 2015 : Boomerang : Pierre Bernier
- 2016 : Prémonitions : William Putman
- 2019 : La Faille : Jules Ricard

#### Cinéma
- 1972 : La Vie rêvée de Mireille Dansereau
- 1980 : Le Monde a besoin de magie de Daniel Ménard
- 1986 : Sonia de Paule Baillargeon
- 1988 : Portion d'éternité de Robert Favreau : Pierre
- 1989 : Jésus de Montréal de Denys Arcand
- 1990 : Une histoire inventée d'André Forcier : Lentaignes
- 1990 : Nuits d'Afrique de Catherine Martin
- 1991 : Solo de Paule Baillargeon : Philippe
- 1993 : Les Pots cassés de François Bouvier
- 1994 : La Fête des rois de Marquise Lepage
- 1994 : Le Vent du Wyoming d'André Forcier : Albert Mouton
- 1995 : Le Sphinx de Louis Saia : Réal Prescott
- 1997 : Les Boys de Louis Saia : Bob
- 1998 : Les Boys 2 de Louis Saia : Bob
- 2001 : Les Boys 3 de Louis Saia : Bob
- 2001 : Le Ciel sur la tête d'André Mélançon et Geneviève Lefebvre : Gaby
- 2002 : Les Dangereux de Louis Saia : Paul Labelle
- 2005 : Les Boys 4 de George Mihalka : Bob
- 2007 : Bluff de Simon-Olivier Fecteau et Marc-André Lavoie : Patrice
- 2007 : Ma tante Aline de Gabriel Pelletier : Jacques Dumais
- 2008 : Le Grand Départ de Claude Meunier : Jean-Paul Cardin
- 2009 : Grande Ourse : La Clé des possibles de Patrice Sauvé : Louis-Bernard Lapointe
- 2010 : Lance et compte de Frédérik D'Amours : Marc Gagnon
- 2013 : Il était une fois les Boys : Denis Chicoine
- 2016: Le pacte des anges : Adrien
- 2021 : L'Arracheuse de temps de Francis Leclerc : Méo / Docteur Cossette
- 2023 : Les Hommes de ma mère d'Anik Jean : Jacques-Antoine

### Scénariste
- 1995 : Le Sphinx de Louis Saia

## Théâtre
- 1973 : Cyrano de Bergerac, NCT
- 1974 : Yerma, au Théâtre du Rideau Vert de Montréal en 1974 dans une mise-en-scène d'Olivier Reichenbach
- 19?? : Zone
- 19?? : Le retour du guerrier
- 19?? : La ballade des morts
- 1976-1977 : Un tramway nommé Désir
- 1976 : Les nerfs à l’air[1]
- 19?? : Un sur six
- 19?? : Ida Lachance
- 1979 à 2017 : Broue
- 1981 : Appelez-moi Stéphane
- 1982 : Les Voisins
- 2003 : Les noces de tôle
- 2017 : Mort d'un commis voyageur[2]

## Récompenses et Nominations

### Récompenses
- 1987 : Prix Gémeaux : Meilleure interprétation : toutes catégories de variétés, des arts de la scène ou d’humour pour l'ensemble des comédiens de Bye Bye 85
- 1988 : Prix Gémeaux : Meilleure interprétation premier rôle masculin : dramatique : Bernard dans Les Voisins
- 1988 : Prix Gémeaux : Meilleure interprétation masculine rôle de soutien : dramatique : Marc Gagnon dans Lance et compte : Deuxième saison
- 1989 : Prix Gémeaux : Meilleure interprétation, premier rôle masculin : série dramatique ou de comédie : Marc Gagnon dans Lance et compte : Troisième saison
- 2003 : Prix Gémeaux : Meilleure interprétation : humour pour l'ensemble des comédiens de La Petite Vie
- 2010 : Prix Artis du meilleur rôle masculin télésérie : Marc Gagnon dans Lance et compte : Le Grand Duel
- Un Olivier pour l'ensemble des comédiens de La Petite Vie

Mercier a été honoré par la couronne canadienne avec la Croix du service méritoire le 4 avril 2017,. La citation indique qu'il est "Récipiendaires, en 2006, d’une attestation pour le record mondial de longévité pour la pièce de théâtre jouée par une même distribution de comédiens, Michel Côté, Marcel Gauthier et Marc Messier sont des ambassadeurs incontestés du milieu théâtral québécois. Avec plus de 3 300 représentations de la pièce Broue à leur actif, ils ont su nous faire rire par le biais d’une œuvre unique reflétant la culture populaire québécoise et ont initié une generation entière au monde merveilleux du théâtre."
En 2009, il reçoit la Médaille d'honneur de l'Assemblée nationale.
Il est nommé à l’Ordre du Canada au mois de juin 2023, avec le rang d'officier.

### Nominations
- 1999 : Nomination pour le Jutra du meilleur acteur : Bob dans Les Boys 2
- 2002 : Nomination pour le Jutra du meilleur acteur : Bob dans Les Boys 3